# Экономика Словакии
Экономика Словакии — развитая экономика страны-члена Евросоюза и 70-я экономика мира по объёму ВВП по ППС (по состоянию на 2022 год).

## История
После распада Чехословакии Словакия постепенно перешла с плановой экономики на рыночную. Реформы в области налогообложения, здравоохранения, пенсионной системы и системы социального обеспечения, проведённые Правительством Словакии в 2000-х годах позволили ей претендовать на вступление в Евросоюз, что и произошло в 2004 году. 
Почти все сектора экономики перешли в частную собственность. 
Активная приватизация привела к тому, что почти вся банковская сфера находится в руках иностранных компаний. Вливания иностранных инвестиций в экономику страны в последние годы в основном были направлены на автомобилестроение и электронику.
1 мая 2004 года Словакия вошла в состав Евросоюза.
В 2008 году экономический рост в Словакии снизился на 4 %, в то время как рост ВВП составил 6,4 %.
В 2009 году Словакия стала членом Еврозоны и ввела в обращение евро вместо кроны.
Начавшаяся в 2020 году пандемия коронавируса COVID-19 (с марта 2020 года распространившаяся на Словакию) осложнила положение в экономике страны; в связи с ростом числа заболевших 25 ноября 2021 года правительство ввело чрезвычайное положение на 90 суток (на время которого были установлены ограничения на торговлю и временно приостановлена работа ряда объектов сферы услуг).
Cитуация в экономике Словакии, после присоединение Братиславы к антироссийским санкциям в 2022 году, ухудшилась.
Валовой внутренний продукт:
| Year  | 2001 | 2002 | 2003 | 2004 | 2005 | 2006 | 2007 | 2008 | 2009 | 2010 | 2011 | 2012 | 2013 | 2014 | 2015 | 2016 | 2017 | 2018 |
| ----- | ---- | ---- | ---- | ---- | ---- | ---- | ---- | ---- | ---- | ---- | ---- | ---- | ---- | ---- | ---- | ---- | ---- | ---- |
| % ВВП | 3.3  | 4.5  | 5.4  | 5.2  | 6.7  | 8.4  | 10.8 | 5.6  | −5.4 | 5.0  | 2.8  | 1.6  | 1.5  | 2.7  | 4.2  | 3.1  | 3.2  | 4.1  |

## Сельское хозяйство
В 2008 году на сельское хозяйство приходилось 3,7 % ВВП, а занято было в данном секторе 4 % активного населения страны. Более 40 % территории Словакии выделено под сельскохозяйственные культуры. Южная часть Словакии (на границе с Венгрией) известна своими богатыми сельскохозяйственными угодьями. 
Возделываются следующие культуры: пшеница, рожь, кукуруза, картофель, сахарная свёкла, фрукты и подсолнечник. Виноградники сосредоточены в Малых Карпатах, Токай и других южных регионах.
Разводят следующий скот: свиньи, крупный рогатый скот, овцы, птица.

## Промышленность
В настоящее время в Словакии хорошее развитие получили следующие отрасли промышленности: автомобилестроение, электроника, машиностроение, химическая промышленность, информационные технологии. 
Автомобильный сектор относится к числу наиболее быстро растущих секторов в Словакии и прежде всего это связано с недавними крупными инвестициями от Фольксваген, Пежо и Kia Motors.
Крупные промышленные предприятия Словакии: 
U. S. Steel Košice (металлургия), Slovnaft (нефтяная промышленность), Kia Motors Slovakia (автомобилестроение), Samsung Electronics (электроника), Sony (электроника), Mondi Business Paper (производство бумаги), Hydro Aluminium (производство алюминия) и Whirlpool (производство бытовой техники).

### Автомобильная промышленность
К моменту распада Чехословакии в начале 1990-х годов в Словакии не было ни одного автомобильного завода. 

В конце 1990-х и начале 2000-х годов благодаря политике привлечения инвестиций началось строительство крупными иностранными ТНК автомобильных заводов на территории страны. Были построены заводы компаний Volkswagen в Братиславе, Peugeot в Трнаве и Kia Motors в Жилине.
Согласно данным OICA, 
в 2000 году в Словакии было произведено 182 тысячи автомобилей. 

В 2005 году в Словакии было произведено 218 тысяч автомобилей. 

В 2006 году было произведено 295 тыс. ед.

К 2010 году — уже 557 тысяч штук; 
в 2011 — почти 640 тыс. автомобилей.
Словакия стала мировым лидером по производству автомобилей на душу населения в 2011 году, когда при населении страны в 5,4 миллиона человек было произведено почти 640 тысяч автомобилей, основная часть которых была экспортирована в другие страны Европы (доля автомобилей в экспорте страны превысила 25 %). 
В последующие годы с вводом заводов на полную мощность Словакия вошла в двадцатку стран, производящих миллион автомобилей в год, заняв 8-е место в Европе по автопроизводству. 
Глобальный спад и сильная конкуренция продаж автомобилей, однако, может ограничить дальнейший рост или сохранение позиций этой отрасли.

## Энергетика
В соответствии с данными Евростат и EES EAEC установленная мощность-нетто электростанций  электроэнергетического комплекса Словакии на конец 2019 г.  - 7724 МВт.   

В 2019 г. Словакия — нетто-импортер электроэнергии. Превышение импорта над экспортом составило 1700 млн  кВт∙ч.
В структуре установленной мощности 2639 МВт или 34,2 % приходится на тепловые электростанции (ТЭС), сжигающие органическое топливо. 1940 МВт или 25,1% составляют мощности двух действующих атомных электростанций Bohunice и  Mochovce.
Производство электроэнергии-брутто в 2019 г. - ? млн  кВт∙ч; 
в том числе: 
ТЭС — 7953 млн кВт∙ч (или 28,0%), 
АЭС — 15 282 млн кВт∙ч (или 53,7%) и 
ВИЭ — 5166 млн  кВт∙ч (или 18,2%).
Конечное (полезное) потребление электроэнергии в 2019 г. — 26 016 млн  кВт∙ч, из которого: 824 млн  кВт∙ч - потребление энергетического сектора; 12246 млн  кВт∙ч - промышленность; 530  млн  кВт∙ч - транспорт; 5453 млн  кВт∙ч — бытовые потребители; 6654 млн  кВт∙ч - коммерческий сектор и предприятия общего пользования и 309 млн  кВт∙ч - сельское и лесное хозяйство.
Возобновляемая энергетика
Производство ВИЭ электроэнергии-брутто в 2019 г. — 5166 млн  кВт∙ч (или 18,2 %).
Установленная мощность-нетто возобновляемых источников энергии (ВИЭ) на конец 2019 г. — 3121 МВт или 40,4 %; 
в том числе 2527 МВт — гидроэлектростанции (ГЭС), включающие гидроаккумулирующие электростанции (ГАЭС); 
4 МВт — ветряные электростанции (ВЭС); 
590 МВт — солнечные электростанции (СЭС).
Выработка на ГЭС (включая ГАЭС) — 4571 млн  кВт∙ч, 
СЭС — 589 и 
ВЭС — 6 млн  кВт∙ч.
Ядерная энергетика
В таблице приведены характеристики  реакторов атомных электростанций (АЭС) страны за весь период становления и развития ядерной энергетики страны.
| Таблица. Парк реакторов Словакии с 01.08.1958 по 01.01.2021 |                       |              |        |                    |                                   |                                    |                      |                         |                           |                       |                                                |
| п/п                                                         | Наименование реактора | Тип реактора | Статус | Местонахождение    | Установленная мощность-нетто, МВт | Установленная мощность-брутто, МВт | Начало строительства | Первое включение в сеть | Ввод в эксплуатацию (COD) | Вывод из эксплуатации | Продолжительность COD на 01.01.2021 полных лет |
| 1                                                           | BOHUNICE A1           | HWGCR        | PS     | Jaslovské Bohunice | 93                                | 143                                | 01.08.1958           | 25.12.1972              | 25.12.1972                | 22.02.1977            | --                                             |
| 2                                                           | BOHUNICE-1            | PWR          | PS     | Jaslovske Bohunice | 408                               | 440                                | 24.04.1972           | 17.12.1978              | 01.04.1980                | 31.12.2006            | --                                             |
| 3                                                           | BOHUNICE-2            | PWR          | PS     | Jaslovske Bohunice | 408                               | 440                                | 24.04.1972           | 26.03.1980              | 01.01.1981                | 31.12.2008            | --                                             |
| 4                                                           | BOHUNICE-3            | PWR          | OP     | Jaslovske Bohunice | 471                               | 505                                | 01.12.1976           | 20.08.1984              | 14.02.1985                | --                    | 35                                             |
| 5                                                           | BOHUNICE-4            | PWR          | OP     | Jaslovske Bohunice | 471                               | 505                                | 01.12.1976           | 09.08.1985              | 18.12.1985                | --                    | 35                                             |
| 6                                                           | MOCHOVCE-1            | PWR          | OP     | LEVICE             | 436                               | 470                                | 13.10.1983           | 04.07.1998              | 29.10.1998                | --                    | 22                                             |
| 7                                                           | MOCHOVCE-2            | PWR          | OP     | LEVICE             | 436                               | 470                                | 13.10.1983           | 20.12.1999              | 11.04.2000                | --                    | 20                                             |
| 8                                                           | MOCHOVCE-3            | PWR          | UC     | LEVICE             | 440                               | 471                                | 27.01.1987           | --                      | --                        | --                    | --                                             |
| 9                                                           | MOCHOVCE-4            | PWR          | UC     | LEVICE             | 440                               | 471                                | 27.01.1987           | --                      | --                        | --                    | --                                             |

Примечания:  HWGCR (Heavy Water Gas Cooled Reactor) — газоохлаждаемый ядерный реактор с тяжеловодным замедлителем; PWR (Pressurized Water Reactor) — реактор с водой под давлением; OP — Operational (Действующий); PS — Permanent Shutdown. COD (Commercial Operation Date) — коммерческая (промышленная) эксплуатация.

## Сфера услуг
Сфера услуг в Словакии в течение последних лет развивается быстрыми темпами. Сейчас в данной сфере работает около 57 % населения страны. Сфера услуг приносит доход, равный 59 % ВВП.

### Туризм
Туризм в последние годы приносит наибольшие доходы. За период с 2001 по 2005 год доходы в данной отрасли выросли в 2 раза. Однако этот сектор всё ещё остаётся слаборазвитым по сравнению с соседними странами.

## Государственные финансы
Дефицит бюджета Словакии в 2008 году составил 6,43 млрд долларов США, что на 1,948 млрд больше, чем в 2007 году. 

Внешний долг Словакии по состоянию на 31 декабря 2008 года составляет 52,53 млрд долларов США, что на 8,22 млрд больше, чем в 2007 году.  

Золотовалютные резервы уменьшились в 2008 году по сравнению с 2007 годом на 0,18 млрд долларов США.
| Год  | Дефицит бюджета, % от ВВП | Госдолг, % от ВВП |
| ---- | ------------------------- | ----------------- |
| 2007 | 1,8                       | 29,6              |
| 2008 | 2,1                       | 27,9              |
| 2009 | 8                         | 35,6              |
| 2010 | 7,7                       | 41,2              |
| 2011 | 5,1                       | 43,6              |
| 2012 | 4,3                       | 52,1              |
| 2013 |                           | 54,7              |
| 2014 |                           | 53,5              |
| 2015 |                           | 52,1              |
| 2016 |                           | 51,7              |
| 2017 |                           | 50,9              |
| 2018 |                           | 48,8              |

## Доходы населения
Средний размер оплаты труда в Словакии на 2017 год составлял 1046 евро в месяц. В 2018 году минимальная заработная плата в Словакии составляла 480 евро в месяц. По состоянию на февраль 2018 года уровень безработицы составлял 5,88 %. С 1 января 2019 года минимальный размер оплаты труда составлял 520 евро (брутто) и 430,35 евро (нетто). Индекс Кейтца (соотношение между минимальной и средней заработной платы в стране) в Словакии по состоянию на 2019 год (средняя 1106 евро и минимальная 520 евро) составляет около 47 %. С 1 января 2020 года минимальный размер оплаты труда составлял 580 евро (брутто) и 476,74 евро (нетто). С 1 января 2021 года минимальный размер оплаты труда составлял 623 евро (брутто) и 508,44 евро (нетто). Индекс Кейтца по прогнозам составит 57 %. Из-за того, что в 2021 году встреча представителей Экономического и Социального Совета Словацкой Республики не принесла результата в виде соглашения о размере минимальной заработной платы на 2022 год. Будет применена формула согласно действующему Закону о минимальной заработной плате. Её размер будет соответствовать 57 % (Индекс Кейтца) среднемесячной заработной плате в стране два года назад. С 1 января 2022 года минимальный размер оплаты труда составлял 646 евро (брутто) и 525,66 евро (нетто). Средний размер оплаты труда на 2022 год составлял 1373 евро. С 1 января 2023 года минимальный размер оплаты труда составляет 700 евро (брутто) и 568,97 евро (нетто). Средний размер оплаты труда на 2023 год составлял 1511 евро. С 1 января 2024 года минимальный размер оплаты труда составляет 750 евро (брутто) и 615,50 евро (нетто). С 1 января 2025 года минимальный размер оплаты труда составляет 816 евро (брутто) и 663,5 евро (нетто).